# Quaestor
A quaestorok az ókori Róma alacsonyabb rangú magistratusai voltak. Alapvetően kétféle quaestura létezett: a közvádlók, ügyészek feladatát betöltő quaestores parricidii és a közpénzek beszedését és elosztását felügyelő quaestores classici, vagy szimplán quaestores.

## Quaestores parricidii
Az évente kinevezett két közvádló quaestor főbenjáró bűnök (például gyilkosság) esetében képviselte a vádat. Minden ókori forrás egyetért abban, hogy már a királyok korában is létezett a tisztség, de hogy pontosan ki vezette be, arról eltérő a szerzők véleménye. Így szóba került Romulus, Numa Pompilius és Tullus Hostilius is. A helyzetet bonyolítja, hogy a tisztséget már a késő antikvitásban keverték a duumviri perduellionisokkal, akik hasonló funkcióval bírtak, azonban csak hazaárulás (perduellio) esetében, és ennek megfelelően csak szükség esetén nevezték ki őket.
A quaestores parricidii tisztviselők szerepe volt a főbűn kiderítése, a népgyűlés összehívása a tárgyalásra és az ítélet végrehajtása.
A quaestorokat a consulok jelölésére a eleinte a comitia curiata, később a comitia centuriata vagy a comitia tributa nevezte ki. Tacitus szerint Kr. e. 447-től kezdve már nem kellett consuli jelölés, a népgyűlés maga döntött a quaestores parricidii személyéről. Kr. e. 366-tól nem hallunk többé ilyen szerepű quaestorokról. Funkcióikat részben az aedilisek, részben a tribunusok, de főként az először Kr. e. 292-ben kinevezett triumviri capitales örökölték meg.

## Quaestores classici
A pénzügyeket senatusi irányítás alatt felügyelő quaestorok csak a Római Köztársaság korában jelentek meg (állítólag a Tarquinius Superbust elűző Lucius Iunius Brutus consultársa, Publius Valerius Publicola kreálta a tisztséget, valamikor a Kr. e. 6. század legvégén.)
Ezek a quaestorok kezelték az államkincstárat (aerarium), melyet valójában a senatus igazgatott határozataival. Jegyezték az állami kiadásokat és bevételeket, hasonlóan a kiugró adósságokhoz. A bírságok behajtása is az ő felelősségük volt, emellett a senatus által kiemelkedő személyeknek ítélt állami temetést is ők rendezték. A quaestorok gondoskodtak a külföldi követek és egyéb állami vendégek elszállásolásáról. A quaestorok ellenőrizték a senatusi határozatok másolatait, majd Augustus rendelkezett arról, hogy az eredeti dekrétumok őrzésének feladatát is ők vegyék át az aedilisektől.
Kr. e. 421-ben négyre emelték a quaestorok számát (eredetileg ketten voltak), a néptribunusok pedig sikertelenül megpróbálták kiharcolni, hogy egy részük a plebeiusok közül kerüljön ki. A helyzetet végül Lucius Papirius interrex oldotta meg a következő évben, amikor kijelentette, hogy a választást nem korlátozzák egyik társadalmi csoportra sem. Ennek ellenére 11 évig minden quaestor patricius volt, végül Kr. e. 409-ben a tisztviselők közül három a plebs soraiból került ki. A későbbi időkben a quaestorviselt emberek a senatus tagjává váltak (hacsak a censorok nem ítélték őket a szerepre méltatlannak).
Amikor egy consul hadat vezetett, az egyik quaestor mindig vele tartott, és felügyelte a zsákmány elosztását, illetve fizette a katonák államkincstárból kiutalt zsoldját. A Rómában maradó quaestorok a rendes tevékenységét folytatták, és megkülönböztetésül az urbanus (lat. városi) jelzőt kapták meg.
Kr. e. 265-ben, mire Róma már uralta egész Itáliát, ebből fakadóan pedig a pénzügyek felügyelete komplikáltabb lett, a quaestorok számát ismét duplájára emelték. Egyiküket sorsolással nevezték ki quaestor ostiensisnek, akinek a főváros gabonaellátását kellett biztosítania, ezért székhelye Ostia, Róma kikötővárosa volt. Másik három quaestort szétküldtek Itáliába a helyi adó- és pénzügyek intézésére.
A provinciákban a propraetori és proconsuli rangú helytartókat is quaestorok kísérték. Szicília, az első tartomány pénzügyeiért két quaestor felelt a korábbi görög-pun felosztásnak megfelelően (székhelyük Lilybaeum és Syracusae). A quaestorok ellenőrizték a tartományokban működő publicanusok (adóbérlők) ténykedését is.
Lucius Cornelius Sulla húszra, Julius Caesar pedig negyvenre emelte a quaestorok számát dictaturájuk idején. Kr. e. 49-ben viszont nem választottak quaestorokat, és ettől kezdve a kincstár (az aerarium, mivel a későbbiekben létrejövő császári fiscust libertinusok vezették) hol a praetorok, hol ismét a quaestorok felügyelete alá tartozott. Quaestorok azonban a legkésőbbi időkig szerepet kaptak mind a fővárosban, mind a senatusi provinciákban.
Claudius azon rendelkezése, miszerint minden hivatalba lépő quaestor gladiátorjátékokat köteles rendezni, a címet csak a leggazdagabbak számára tette elérhetővé. Vespasianus idején az államkincstárat összevonták a császári magánkincstárral, Diocletianus átszervezésével pedig a tartományokban sem jutottak többé szerephez a quaestorok. Mindazonáltal a cím tovább létezett, így például quaestori titulust viselt az a tisztviselő, aki a császár rendelkezéseit közvetítette a senatus felé.
Amikor Konstantinápoly lett a birodalom fővárosa, a játékok rendezésének szokása továbbra is érvényben maradt a helyi quaestorok esetében. Constantinus és utódai udvarában egyébként fontos szerepet játszott a quaestor sacri palatii, az udvartartás és az uralkodói magánhivatalok (scriniumok) vezetője.